# MARUMO的規定
《MARUMO的規定》是一部於2011年4月24日至7月3日期間，每週日21時（日本時間）於日本富士電視台及其聯播網播放的日本電視劇。其他譯名包括《高木護的規矩》、《阿護一家》、《阿護的法則》等。

## 劇情簡介
高木護是個38歲的單身男子，在大型文具公司客戶服務部工作的普通職員，大學時代他曾加入棒球部做捕手，在一次同學聚會上，重遇棒球部的好友笹倉純一郎，純一郎和妻子離婚了，自己帶着雙胞胎姐弟笹倉薰和笹倉友樹一起生活。不料隔幾天，高木護突然接獲通知純一郎病逝的消息。在喪禮上，高木護目睹年幼的薰和友樹，因分別被不同的親戚收養而被迫分開，心裏十分難受。然後一天，友樹從親戚的家出走了。高木護得知此事後，帶着薰四處尋找，終於在公園找到友樹。看見原本膽小怕事的友樹，竟有勇氣離家出走找姊姊，以及兩姊弟重逢時依依不捨的樣子，高木護不願再拆散二人，決定收養他們，成為他們的爸爸！未婚、也沒有和小孩相處過的高木護，一開始非常不習慣照顧孩子的生活，甚至跟薰和友樹發生不少爭執。然而，他們三人相處下來，卻漸漸培養出比血緣關係更深的親情。

## 登場人物

### 高木家
- 高木護（MARUMO）（38→41） - 阿部貞夫（高中時期：清水貴紀） （粵語配音：古明華、葉振聲（特別篇2））

任職於文具公司的普通上班族，因好友笹倉純一郎突然驟逝，遺留兩個年幼小孩，因不捨兩個孩子分隔兩地，決定暫時收養他們，然而平靜生活，也就此大亂。最初薰稱呼他為「叔叔」和「爸爸的朋友」，後來穆克與雙胞胎才開始稱呼他「MARUMO（港譯：高木悶）」（丸も）（まもるMAMORU─護的誤稱）。
自稱詞是「俺（おれ）」，說話常「俺さあ」、「お前らさあ」。大驚時會「欸－－－－－！？」的大叫。
曾向牧村表白，牧村也接受了並和高木成為情侶，但之後因知道了高木收養兩姊弟而分手了。
在特別篇中得知高木也喜歡彩。
- 笹倉薰（6→7→10） - 蘆田愛菜 （粵語配音：陳皓宜）

笹倉純一郎的女兒，和友樹是雙胞胎姐弟，聰明伶俐，十分懂事，覺得自己身為姊姊，必須好好照顧弟弟友樹。對高木很客氣，會忍耐自己的情緒。
自稱詞是直接叫自己的名字「薰（かおる）」。喜歡吃的東西是蕎麥麵，還被高木說過「你是老太太嗎？」。
- 笹倉友樹（6→7→10） - 鈴木福 （粵語配音：謝潔貞）

笹倉純一郎的兒子，和薰是雙胞胎姐弟，純真溫柔，喜歡動物。是個愛哭鬼而且十分膽小。和薰相反，常常發呆和迷路。
自稱詞是「僕（ぼく）」。比薰高一些。總是能毫不客氣的說出自己想要的東西，還將規矩「不允許客套（遠慮は無用）」念成「客套免費（遠慮は無料）」。
- 穆克/牧可（港譯：木吉 ） - 穆克（迷你雪納瑞）聲音 - 岡亮（日语：岡亮） （粵語配音：曾秀清）

在友樹逃家路上，遇見友樹，被友樹的吵鬧堅持下，順利住進了「MARUMO」的家中。是一隻會講人話的神秘小狗。
特別篇2中暗示真身為笹倉純一郎。

### 居酒屋「鯨魚（クジラ）」
- 畑中陽介（50→53） - 世良公則（粵語配音：潘文柏）

居酒屋老闆，原本反對高木收留與他沒有血緣關係的薰與友樹，但隨著朝夕相處，逐漸變的像父親般守護著他們。阿護他們稱呼他為「老爹（おやじ）」。
- 畑中彩（25→28） - 比嘉愛未（粵語配音：余欣沛、黃昕瑜（特別篇2））

陽介的女兒，看似強勢堅強的她，其實很容易受傷，很照顧兩姊弟，喜歡高木護。母親已去世。

### 曙光文具
- 鮫島勇三（55→58） - 伊武雅刀（粵語配音：陳永信）

得知高木收養兩姊弟非常佩服，在公與私上對高木非常照顧。
- 牧村香奈（30→33） - 瀧澤沙織（粵語配音：黃玉娟）

是一位才貌出眾的上班族，是高木喜歡的對象。後來高木向牧村表白，牧村也接受了並和高木成為情侶，但之後因知道了高木收養兩姊弟而分手了。
- 真島孝則（25→28） - 小柳友（粵語配音：曹啟謙）

高木的同事之一，在一次去高木的家時遇見彩，就對彩一見中情，之後每日都去居酒屋。
- 鹽澤民子（45→48） - 千葉雅子（日语：千葉雅子）（粵語配音：伍秀霞）

高木的同事之一，做事很有責任感，育有一子，患有近視。
- 尾崎凜花（22→25） - 外岡枝里香（IDOLING!!!）（粵語配音：林元春）

高木的同事之一，是一位二十出頭的員工，比高木年輕16歲。
- 安藤祐作 - 山本啓之
- 篠原良平 - 小川智弘
- 中西修一 - 滿田伸明（日语：滿田伸明）

### 墨田區立廣川小學校
- 杉下秀夫 - 六角慎司（日语：六角慎司）（粵語配音：黃啟昌）

1年1組班導師，原本很同情薰和友樹兩姊弟，但經陽介勸告下，應該把他們視為普通學生。

#### 1年1組學生
- 谷口隼人 - 貴島康成（粵語配音：雷碧娜）

喜歡薰但總是對薰冷嘲熱諷，也因為父母親總是早出晚歸，養成了叛逆性格。
- 川口健太 - 藤本飛龍（粵語配音：林丹鳳）
- 戶上元氣 - 下出倫輝
- 森本聖也 - 西谷帆澄
- 廣瀨響 - 後藤小太郎
- 石川翼 - 山口康智（日语：山口康智）
- 遠藤真奈美 - 本田望結（粵語配音：曾秀清）

薰的好友。
- 町田春花 - 芳山戀（粵語配音：余欣沛）
- 伊藤亞里沙 - 伊藤未來
- 木暮葵 - 瀬駒妃（日语：瀬駒妃）
- 椎名美櫻 - 内藤穗之香
- 相原綺羅、池田心雪、片山愛澪、金子夢菜、檀上葵、太田麻里菜

### 其他
- 笹倉秋人 - 二階堂智（日语：二階堂智）（粵語配音：張錦江）

純一郎的哥哥，是薰和友樹的伯伯。
- 笹倉純一郎 （滿38歳過世）- 葛山信吾（粵語配音：雷霆）

步的前夫，薰・友樹的親生父親，很疼愛兩姊弟，因病過世。
- 高木節子 - 真野響子（日语：真野響子）（粵語配音：雷碧娜）

阿護的親生母親。於第五話登場。雙胞胎稱呼她為「MARUMO媽媽」
- 青木亞由美 - 鶴田真由（日语：鶴田真由）（粵語配音：雷碧娜）

純一郎的前妻，薰・友樹的親生母親。薰和友樹最初稱她為「阿姨」，在知道是雙胞胎的親生母親後才被稱呼為「媽媽」的。
- 白川櫻子 - 芳本美代子（日语：芳本美代子）（粵語配音：沈小蘭）

精神科醫師，阿護因為聽到穆克會開口說人話，以為是自己心理有問題，而到診所求助。
- 千葉亮一 - 兒嶋一哉（UNJASH）（粵語配音：梁偉德）

派出所墨田廣川交替的警員。

### 客串演出

#### 第1話
- 久保 - 長谷川朝晴（日语：長谷川朝晴）（粵語配音：張錦江）

高木護與笹倉純一郎兒時好友及棒球部隊友，由他通知高木，笹倉去世的消息。
- 道歉處的女性 - 歌川椎子（日语：歌川椎子）
- 遠藤妙子 - 氏家惠（日语：氏家恵）（粵語配音：伍秀霞）

純一郎的姊姊，是薰和友樹的姑姑，秋人的妹妹。舊姓笹倉。
- 遠藤禮奈 - 池田愛（日语：池田愛）（粵語配音：林元春）

妙子的女兒，是薰和友樹的表姊。常以自我為中心，不希望生活被薰打擾。
- 笹倉聰子 - 齊藤芽美（日语：さいとう芽美）（粵語配音：沈小蘭）

秋人的妻子，是薰和友樹的伯母。
- 道歉處的工作人員 - 原金太郎（日语：原金太郎）
- 宅配業者 - 中津川朋廣

#### 第2話
- 老奶奶 - 二宮弘子（日语：二宮弘子）（粵語配音：林丹鳳）

薰和友樹在坡道上幫助的老奶奶。

#### 第3話
- 書包百貨專櫃的店員 - 弘中麻紀（日语：弘中麻紀）
- 文具出售處的店員 - 土田蘆茂（日语：土田アシモ）
- 校門口前拍照的女性 - 阿南敦子（日语：阿南敦子）（粵語配音：雷碧娜）

#### 第4話
- 路過的阿姨 - 內田尋子（日语：内田尋子）（粵語配音：林丹鳳）
- 那須文具的社長 - 岸博之（日语：岸博之）（粵語配音：張錦江）

因為有客戶投訴曙光文具公司，抄襲那須文具公司的海報。上司便派出高木和牧村，到櫪木縣向那須文具的社長道歉和賠錢。

#### 第5話
- 高木節子 - 真野響子（日语：真野響子）

MARUMO的媽媽

#### 第6話
- 伊達 - 吉田鋼太郎（粵語配音：潘文柏）

#### 第7話
- 警官 - 小西雄

墨田區的警官，誤以為高木是墨田區的拐子，便到公園拘捕高木到警察局。
- 蔬菜店的老闆 - 田野良樹
- 居酒屋「鯨魚」的客人 - 堤下敦（日语：堤下敦）（IMPULSE（日语：インパルス (お笑いコンビ)））

#### 第9話
- 富澤達也 - 田中幸太郎（日语：田中幸太郎）

阿彩的前夫，因為阿彩回到自己的家的時候，遺留一件手銬，便打電話約阿彩到餐廳見面，順便與阿彩說在今年秋天會再婚。

#### 第10話
- 泉三郎 - 磯秀明（日语：磯秀明）（粵語配音：葉振聲）

雅子的丈夫，三個月前不見了小狗(蘭子)，以為穆克是他失蹤的小狗，後證實不是。
- 泉雅子 - 勝倉惠子（日语：勝倉けい子）（粵語配音：林丹鳳）

三郎的妻子。
- 胡麻鹽的老闆 - 杉川廣明

#### 最終回
- 梅原 - 飯田基祐（日语：飯田基祐）（粵語配音：招世亮）
- 旅館的掌櫃 - 宮崎吐夢（日语：宮崎吐夢）（粵語配音：招世亮）
- 飯田友朗 - 淺井廣太朗
- 友朗的母親 - 東沙也香
- 蘆屋瑞希 - 前田敦子（AKB48） ※特別出演（粵語配音：陳琴雲）
- 佐野泉 - 中村蒼 ※特別出演（粵語配音：黃啟昌）
- 中津秀一 - 三浦翔平 ※特別出演（粵語配音：曹啟謙）

#### 特別篇1

##### 藤澤家
- 藤澤大輔 - 林泰文（日语：林泰文）（粵語配音：蕭徽勇）

在特別版1登場。是阿護大學的學弟，所屬棒球社野球部。現在於山梨的家經營葡萄園。
- 藤澤理沙 - 白石美帆（粵語配音：朱妙蘭）

在特別版1登場。大輔的妻子。阿護大學的學妹。也是棒球社的經理。
- 藤澤翔太 - 矢部光祐（日语：矢部光祐）（粵語配音：陳琴雲）

在特別版1登場。大輔的長男。是菜菜的哥哥。當初與菜菜組成「2個紫色葡萄戰士」。後來加入薰和友樹為夥伴後，變成「4個紫色葡萄戰士」。
- 藤澤菜菜 - 清水詩音（日语：清水詩音）（粵語配音：成瑤孆）

在特別版1登場。大輔的長女。與翔太薰還有友樹一起，組成「4個紫色葡萄戰士」。
- 藤澤希美 - 大塚道子（日语：大塚道子）（粵語配音：林丹鳳）

在特別版1登場。 翔太、菜菜的奶奶。對翔太、菜菜、薰還有友樹說很久以前有河童這樣的故事。

##### 其他
- 島田瞳 - 池谷伸枝（日语：池谷のぶえ）（粵語配音：黃玉娟）

人壽保險推銷員。
- 早海優梨子 - 松下奈緒  ※特別出演（粵語配音：林元春）

#### 特別篇2
- 織田照男 - 阪田雅信（日语：阪田マサノブ）（粵語配音：招世亮）
- 森尾 - 鈴木秋野府（粵語配音：麥皓豐）
- 島本櫻花 - 笹岡雛里（粵語配音：鄭麗麗）
- 木村健人 - 江上凌平（粵語配音：黃淑芬）
- 渡邊穗花 - 古味來夢（粵語配音：梁少霞）
- 中村亞美 - 松井響希（粵語配音：羅孔柔）
- 內田希 - 愛川葵（粵語配音：成瑤孆）
- 片野理佐  - 內田彩花
- 松井颯太 - 佐佐木一途

## 每集規矩
這些經典台詞是劇中高木護為一起生活給薰和友樹建立的“規矩”：
- 第二集：子どもは子どもらしく!犬は犬らしく!（小孩子要像小孩子，狗要像狗！）
- 第三集：遠慮は無用（不用客氣）
- 第四集：うがい、手洗い、かぜひかない（勤漱口，勤洗手，不會感冒）
- 第五集：すききらい、いわないのこさない（不挑食，不剩飯）
- 第六集：好きでも嫌いでも家族（無論喜歡還是不喜歡，都是一家人）
- 第七集：たんじょう日は家族みんなでお祝いすること（家人生日全家所有人要開心慶祝）
- 第八集：そうじはちゃんとやること!足ウラせいけつ!バイバイスリッパ!（要好好打掃房間！腳底乾乾淨淨！拖鞋再見了！）
- 第九集：ケンカしたあとは、ペコリンコビーム（吵架之後就使用愛心光波）
- 第十集：みんなでみんなを応援しよう（彼此要互相幫助努力打氣）
- 大結局：はなればなれでも家族（就算大家分開也是一家人）
- 特別篇1：しんじればこころもつながる、しんじればカッパにもあえる（只要相信，大家就會心連心；只要相信，就連河童也遇得見）
- 特別篇2：失敗しながら家族 カニでもカニカマでもおいしいカニチャーハン!!（遭遇過失敗後才是家人。蟹肉也好，蟹肉棒也好，蟹肉炒飯都很好吃!!）

## 收視率
| 各話                                                         | 放送日        | 副標題 | 中文副標題                                                                                             | 劇本              | 導演         | 收視率 |
| ------------------------------------------------------------ | ------------- | ------ | --- | ----------------- | ------------ | ------ |
| 第1話                                                        | 2011年4月24日 |        | 單身男子和雙胞胎組成家庭！？還有狗連接起的牽絆                                                         | 櫻井剛            | 河野圭太     | 11.6%  |
| 第2話                                                        | 2011年5月1日  |        | 今天開始這裏就是你們的家                                                                               | 阿相久美子        | 河野圭太     | 12.9%  |
| 第3話                                                        | 2011年5月8日  |        | 入學典禮，MARUMO會來嗎？                                                                               | 櫻井剛            | 城宝秀則     | 12.3%  |
| 第4話                                                        | 2011年5月15日 |        | MARUMO不在的夜晚發生的大事件！！                                                                       | 阿相久美子        | 河野圭太     | 12.7%  |
| 第5話                                                        | 2011年5月22日 |        | 媽媽要把雙胞胎還回去                                                                                   | 阿相久美子        | 城宝秀則     | 15.6%  |
| 第6話                                                        | 2011年5月29日 |        | 不想再見到MARUMO的臉了                                                                                 | 櫻井剛            | 河野圭太     | 15.6%  |
| 第7話                                                        | 2011年6月5日  |        | 雙胞胎的生母終於現身，感動的生日派對…                                                                  | 阿相久美子        | 城宝秀則     | 16.1%  |
| 第8話                                                        | 2011年6月12日 |        | 雙胞胎在的話就無法戀愛？                                                                               | 櫻井剛            | 河野圭太     | 16.8%  |
| 第9話                                                        | 2011年6月19日 |        | 我，竟然打了薰                                                                                         | 阿相久美子        | 城宝秀則     | 17.2%  |
| 第10話                                                       | 2011年6月26日 |        | 阿姨是媽媽嗎？                                                                                         | 阿相久美子 櫻井剛 | 八十島美也子 | 15.6%  |
| 最終話                                                       | 2011年7月3日  |        | 因為遵守著規矩，所以一直十分快樂， MARUMO謝謝，再見了                                                  | 櫻井剛            | 河野圭太     | 23.9%  |
| 平均收視率 15.5%（收視率來自Video Research對關東地區的調查） |               |        | |                   |              |        |
| 特別篇1                                                      | 2011年10月9日 |        | MARUMO特別篇 薰和友樹，幫助朋友達成心願 尋找河童大冒險 即使MARUMO結婚並有了孩子 他永遠也愛薰和友樹     | 櫻井剛 阿相久美子 | 城宝秀則     | 16.7%  |
| 特別篇2                                                      | 2014年9月28日 |        | 3年之後再回來！ 雙胞胎的夢想和友樹初戀 MARUMO希望看到兩個孩子的成長？ 但是MARUMO不是他們真正的爸爸！？ | 櫻井剛            | 城宝秀則     | 12.9%  |

## 外部連結
- 官方網頁 （页面存档备份，存于）（日語）

## 節目的變遷
| 日本富士電視台系列 Dramatic Sunday   | 日本富士電視台系列 Dramatic Sunday       | 日本富士電視台系列 Dramatic Sunday |
| ------------------------------------ | ---------------------------------------- | ---------------------------------- |
|                                      | MARUMO的規定 （2011.04.24 - 2011.07.03） |                                    |
| School!! （2011.01.16 - 2011.03.20） | 花樣少年少女 （2011.07.10 - 2011.09）    |                                    |

| 緯來日本台 週一至週五 21:00至22:00     | 緯來日本台 週一至週五 21:00至22:00         | 緯來日本台 週一至週五 21:00至22:00 |
| -------------------------------------- | ------------------------------------------ | ---------------------------------- |
|                                        | 寶貝的生活守則 （2011.11.11 - 2011.11.25） |                                    |
| 今晚我單身 （2011.10.28 - 2011.11.10） | BOSS女王2 （2011.11.28 - 2011.12.12）      |                                    |

| 香港 無綫劇集台 星期日15:00 - 17:00及21:00 - 23:00                                                                              | 香港 無綫劇集台 星期日15:00 - 17:00及21:00 - 23:00                          | 香港 無綫劇集台 星期日15:00 - 17:00及21:00 - 23:00 |
| --- | --------------------------------------------------------------------------- | -------------------------------------------------- |
| | 契爸唔易做 （2011.12.18 - 2012.01.22）                                      |                                                    |
| 反胖夢情人 （2011.11.13 - 2011.12.11）                                                                                          | 熱血警校~最後的晚餐 （2012.01.29）                                          |                                                    |
| 星期六15:00 - 17:00及21:00 - 23:00                                                                                              |                                                                             |                                                    |
| 冬之櫻 （2011.12.24 - 2012.01.21）                                                                                              | 契爸唔易做~暑假大作戰 （2012.01.28）                                        | 變幸福吧 （2012.02.04 - 2012.03.10）               |
| 香港 無綫電視翡翠台 週日 11:00 - 11:55 8月5日 10:30 - 11:55 9月16日 10:45 - 11:55 10月14日 10:15 - 11:55 10月21日 10:00 - 11:55 |                                                                             |                                                    |
| 任俠「耆」兵 （2012.05.20 - 2012.07.29）                                                                                        | 契爸唔易做 （2012.08.05 - 2012.10.14） 契爸唔易做~暑假大作戰 （2012.10.21） | 跳舞醫生 （2012.10.28 - 2013.01.06）               |
| 香港 高清翡翠台 星期日09:00 - 11:00                                                                                             |                                                                             |                                                    |
| 跳舞醫生 （2013.06.09 - 2013.07.14）                                                                                            | 契爸唔易做 （2013.07.21 - 2013.08.25） 契爸唔易做~暑假大作戰 （2013.09.01） | 冷獸醫 （2013.09.08 - 2013.10.13）                 |
| 香港 TVB日劇台 星期日 15:30 - 17:25/17:30、19:30 - 21:30及23:30 - 01:30                                                         |                                                                             |                                                    |
| 一代女當家 （2015.06.21） | 契爸唔易做~成長大作戰 （2015.06.28）                                        | 四男女 （2015.07.05 - 2015.08.02）                 |
| 香港 無綫電視J2 星期五 14:00 - 16:05                                                                                            |                                                                             |                                                    |
| 九轉迴香（第1-16集） （2016.03.03 - 2016.03.24）                                                                                | 契爸唔易做~成長大作戰 （2016.03.25）                                        | 九轉迴香（第17-20集） （2016.03.29 - 2016.04.01）  |